# 카라크 싱
카라크 싱(Kharak Singh, 1801년 2월 22일 ~ 1840년 11월 5일)은 시크 제국의 제2대 마하라자이다. 그는 시크 제국의 설립자인 마하라자 란지트 싱과 그의 왕비인 마하라니 다타르 카우르의 장남이었다. 그는 1839년 6월 27일 아버지의 뒤를 이어 왕위에 올랐고, 1839년 10월 8일 폐위되고 투옥될 때까지 시크 제국을 통치했다. 그의 자리는 외아들 나우 니할 싱이 계승했다.

## 생애

### 어린 시절
카라크 싱은 1801년 2월 22일 펀자브의 라호르에서 란지트 싱과 그의 두 번째 부인 다타르 카우르 나카이 사이의 장남으로 태어났다. 그의 어머니는 나카이 미슬의 세 번째 통치자인 란 싱 나카이의 딸이었다. 왕자의 이름은 아버지에 의해 "카라크" (ਖਰਕ)로 명명되었는데, 이는 '칼의 용접공'라는 뜻으로, 다삼 그란트에서 언급되었던 정복할 수 없는 전사의 이름을 따서 지어졌다. 갸니 셰어 싱에 따르면, 란짓 싱은 다삼 그란트 전체를 외우고 있었다고 한다. 그의 아버지가 자신을 펀자브의 마하라자로 선포하도록 설득한 것은 그의 출생 때문이었다.
그는 네 번 결혼했다. 1812년, 11살의 나이에 그는 칸하이야 미슬의 추장인 사다르 자이말 싱의 딸인 찬드 카우르 칸하이야와 결혼했다. 그들의 아들 나우 니할 싱은 1821년에 태어났다. 1816년, 왕자는 조드 싱 칼랄발라의 딸이자 사히브 싱 딜런의 손녀인 비비 켐 카우르 딜론과 결혼했다. 1849년 제2차 영국-시크 전쟁 이후, 비비 켐은 전쟁에서 반영국적 역할을 했다는 이유로 영국에 의해 자기르가 축소되었다. 그의 세 번째 부인은 삼라 가문의 암리차르에 사는 차우다리 라자 싱의 딸인 키샨 카우르 삼라였으며, 1818년에 결혼했다. 그녀는 1849년 시크 제국이 멸망한 후에도 살아남은 유일한 여왕이었으며, 인도 제국(RS 2324)이 지급하는 연금을 받았고 1876년 라호르 요새에서 살다가 사망했다. 그의 마지막 부인인 인더 카우르 바즈와는 1815년 '차다르 달나' 의식에서 대리 결혼했다. 그녀는 체트 싱 바즈와의 친척이었다.

### 초기 군사 작전 및 행정

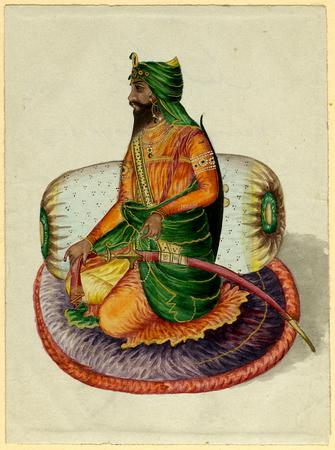
카라크 싱 초상화

카라크 싱은 가문의 무술 전통을 이어받아 다양한 군사 원정에 투입되었다. 겨우 여섯 살이 되던 해에 셰이쿠푸라 원정대의 지휘를 맡게 되었다. 1811년에는 칸하이야 영지의 책임자로 임명되었고, 1812년에는 빔바르와 라자우리의 난폭한 족장들을 처벌하기 위해 파견되었다. 카락은 1812년 잠무 공국을 자기르로 수여받았다.
그는 태어날 때부터 아버지의 후계자였다. 그러나 사다 카우르는 딸 메탭 카우르가 란지트 싱의 첫 번째 왕비였기 때문에 그를 추정적인 후계자로만 생각했다. 모든 음모를 종식시키기 위해 1816년 란지트 싱은 공식적으로 카라크 싱을 자신의 후계자로 발표하고 "티카 칸와르 유브라즈"(태자)로 임명했다.
같은 해, 그의 어머니인 마이 나카인은 18개월 동안 그의 훈련을 이어받았고, 그의 물탄 원정에 동행하기까지 했다. 전투 중에 왕비는 물탄과 라호르 사이에 동일한 거리에 있는 코트 카말리아에서 곡물, 말, 탄약의 지속 보급을 감독했다. 1818년, 그는 디완 찬드 양과 함께 아프간 통치자 물탄 나와브 무자파르 칸을 상대로 원정을 지휘하여 물탄 전투에서 결정적인 승리를 거두었다. 그는 1819년 쇼피안 전투뿐만 아니라 물탄 공방전(1818)의 지휘에도 투입되어 스리나가르와 카슈미르가 시크 제국에 합병되는 결과를 낳았다. 전투가 끝난 후 시크군이 스리나가르에 입성하자, 카라크 싱 왕자는 모든 시민의 신변을 보장하고 도시가 약탈당하지 않도록 보장했다. 스리나가르는 펀자브, 티베트, 스카르두, 라다크 간 무역의 중심지이자 목도리 제조업이 성행하던 곳이었기 때문에 스리나가르를 평화적으로 점령하는 것이 중요했다.
그는 또한 란지트 싱이 페샤와르 정복과 시카르푸르의 마자리스를 상대로 벌인 유사한 작전에도 파견되었다.
1839년 란지트 싱은 카슈미르를 카라크 싱에게 분봉했는데, 이는 굴랍 싱 도그라의 야망에 대한 견제로 여겨졌다.
파키르 아지주딘의 조언에 따라 란지트 싱은 죽기 전에 아들을 시크 제국의 차기 마하라자로 선포했다.

### 시크 제국의 마하라자

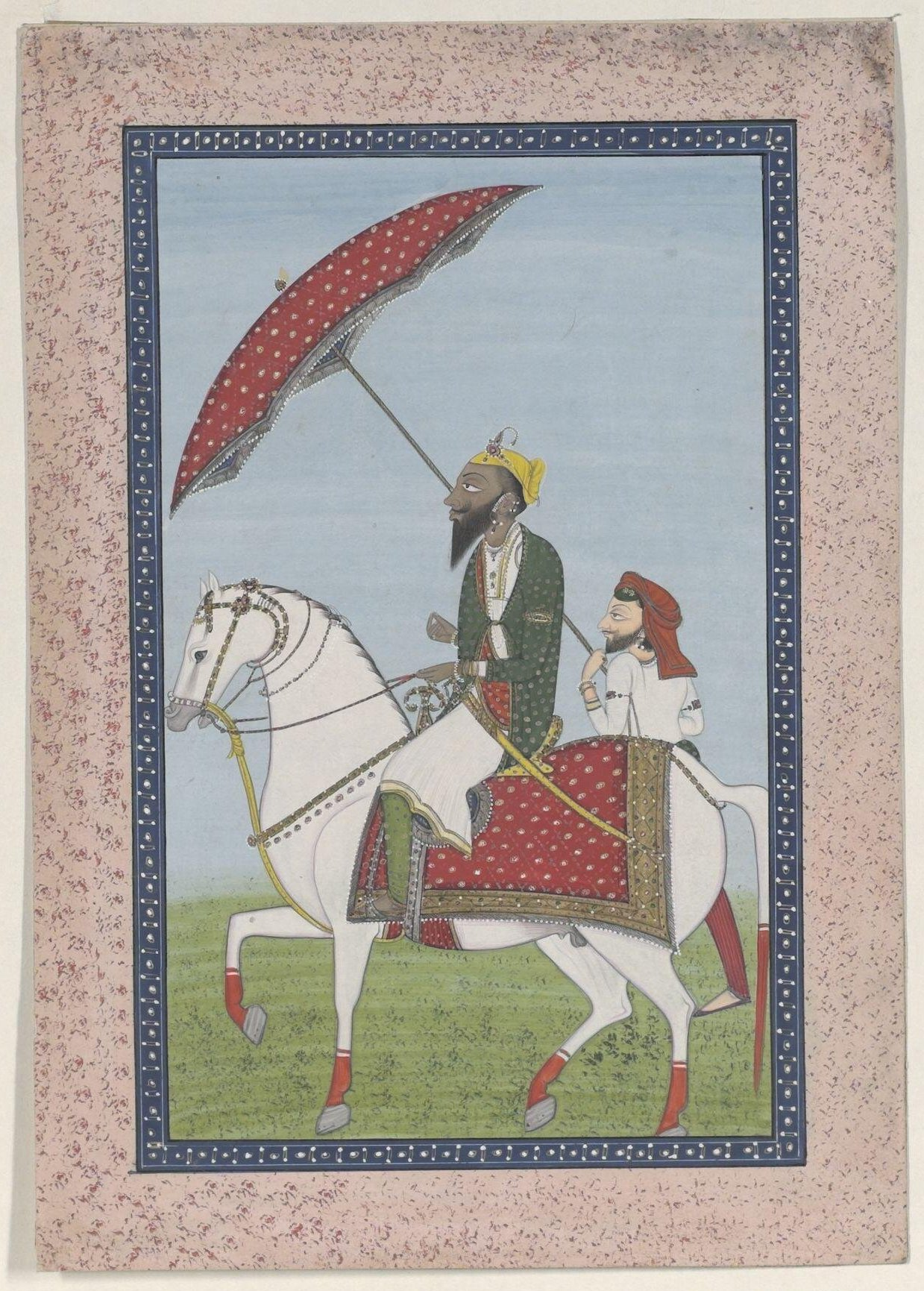
말을 타고 있는 마하라자 카라크 싱

그의 아버지가 사망하자 그는 마하라자로 선포되었고 1839년 9월 1일 라호르 요새에서 왕위에 올랐다.
카라크 싱은 예술의 후원자였으며 산스크리트어 천문학 원고인 사르바시단타트바쿠다마니를 의뢰했다.
비록 용감하고 전투에 능숙했지만, 카라크는 단순한 마음을 가진 사람으로 여겨졌다. 그는 아버지의 외교적 능력이 부족하다고 믿었다. 그는 어머니가 돌아가신 후 스승 쳇 싱 바자와와 긴밀한 관계를 맺었는데, 바자와는 그를 꼭두각시 취급할 정도로 우월적인 지위를 누렸다. 체트 싱과의 이러한 관계는 라자 디안 싱 총리와의 긴장 관계를 조성했다.
궁정에 출석한 오스트리아 의사 요한 마르틴 호니그베르거는 그의 대관식을 펀자브의 암흑기라고 묘사했고, 마하라자를 하루에 두 번씩 이성을 잃고 온종일 무감각한 상태로 지내는 멍청한 사람으로 묘사했다. 역사학자들은 카라크 싱을 만나본 적이 없는 알렉산더 버네스와 헨리 몽고메리 로렌스가 말한 바와 같이, 카락 싱이 "저능한" 것으로 간주된다는 대중적인 오리엔탈리즘적 관념에 이의를 제기한다. 번스는 처음으로 카라크 싱을 바보라고 언급했지만, 카라크 왕자는 매우 친절하고, 인상적인 군대의 주인이며, 그에게 할당된 중요한 전략적, 통치적 임무들을 관리하고 처리하는 것에 능숙하다고 언급했다.
16년간 라호르 뒤르바르에 있었던 클로드 마틴 웨이드 역시 카라크 싱은 "그에게 의존하는 자들의 사랑을 받는 온순하고 인간적인 기질을 가진 사람"이라며 반박했다. 웨이드는 카라크 싱이 낮은 인지도를 유지하고 있어 평판이 좋지 않았던 것 같다고 제시한다. 프리야 아트왈 박사와 사브프리트 싱 박사는 카라크 싱이 군사원정뿐 아니라 외교행사까지 이끌었던 마하라자 란지트 싱의 가장 교육적인 왕자로 정치적으로 총명하고 다국어에 정통했다고 지적했다. 사브지트 싱은 카락 싱이 형제들과 함께 "셰익스피어의 비극"이라고 부르는 상황의 희생자라고 말한다.

### 최후
라자 디안 싱 도그라는 카라크 싱의 가정교사였던 체트 싱 바즈와가 황제와 왕실에 끼친 영향에 분개한 것으로 알려져 있다. 마하라자와 체트 싱이 비밀리에 펀자브를 영국에 팔아넘기고, 주 수입의 6루피당 6아나를 영국에 지불하고, 무엇보다도 시크 군대를 해체할 계획을 세우고 있다는 소문이 돌았다. 이 유언비어에 속은 왕실과 나우 니할 싱은 카라크 싱과 멀어졌다.
라자 디안 싱은 이전에 카라크에게 정치술 훈련을 허용하려는 시도에 저항했고, 1839년 10월 8일에는 나우 니할 싱이 사실상 통치자가 되면서 그를 왕위에서 끌어내리도록 선동했다.
1839년 10월 9일, 체트 싱은 암살당했다. 그날 새벽 공모자들은 마하라자 요새에 있는 저택에 들어가 친구의 목숨을 살려달라고 부질없이 간청하는 자신들의 왕 앞에서 체트 싱을 암살했다.
카라크 싱은 백연과 수은에 중독되었다. 6개월도 안 되어 그는 침대에 누워 있었고, 중독된 지 11개월 후인 1840년 11월 5일 라호르에서 사망했다. 공식 발표는 갑작스런 의문의 질병을 비난했다. 입증된 적은 없지만, 대부분의 동시대 사람들은 라자 딘 싱이 독살의 배후라고 믿었다. 또한 디안 싱은 카라크 싱의 아내 라니 인더 카우르를 불태워 살해했다.